# 朱國祚
朱國祚（1559年—1624年），字兆隆，號養淳，浙江嘉興府秀水縣人，太醫院籍，祖籍江蘇吳江，明朝政治人物，萬曆癸未狀元。官至戶部尚書、武英殿大學士。

## 生平
萬曆十年（1582年）壬午科順天鄉試舉人，萬曆十一年（1583年）聯捷癸未科第一甲第一名進士。授翰林院修撰。進洗馬，為皇長子侍班官，不久進諭德。萬曆二十六年（1598年），破格提拔為禮部右侍郎。後隱退。
光宗即位，國祚因曾侍潛邸，特旨拜禮部尚書兼東閣大學士，入閣參與機務。天啟元年（1621年）六月還朝。不久，加太子太保，進文淵閣大學士。天啟三年（1623年），進少保、太子太保、戶部尚書，改武英殿大學士。連上十三疏乞休，詔加少傅兼太子太傅，乘傳歸。次年卒，享年六十六。贈太傅，謚文恪。

## 履歷
状元及第，本年授翰林院修撰，丁憂，十五年復除原职，十九年江西主考乡试，本年丁憂，二十三年復除原官，本年升司经局洗马，掌司经局事，二十四年升右谕德，二十五年應天府主考，本年升左庶子，二十六年升礼部右侍郎，二十九年改左侍郎，三十年調吏部，准回籍。泰昌元年（1620年）起南礼部尚書，本年升东阁大学士，天啓元年（1621年）加升太子太保，进文渊阁大学士，本年改北户部尚書，进武英殿大学士，二年主考會試，三年加升少傅兼太子太傅，准驰驿回籍，天啓四年卒。

## 家族
曾祖朱恭；祖朱彩，贈登仕佐郎太醫院吏目 ；父朱儒，修職郎太醫院御醫；嫡母唐氏；生母王氏。
朱國祚生有六子：大競、大烈、大猷、大觀、大治、大定。長子朱大競，官工部主事，為朱彝尊祖父。次子朱大猷，壬子舉人；次子朱大觀。次朱大治，生朱茂暻，崇祯進士。從子朱大啟（兄朱國禎子），文選郎中，終刑部左侍郎。

## 延伸阅读
[在维基数据编辑]
 《明史卷二百四十》，出自《明史》